# Cybaeodamus rastellifer
Cybaeodamus rastellifer là một loài nhện trong họ Zodariidae.
Loài này thuộc chi Cybaeodamus. Cybaeodamus rastellifer được Cândido Firmino de Mello-Leitão miêu tả năm 1940.